# (100351) 1995 SU88
(100351) 1995 SU88 es un asteroide perteneciente al cinturón de asteroides, descubierto el 29 de septiembre de 1995 por el equipo del Spacewatch desde el Observatorio Nacional de Kitt Peak, Arizona, Estados Unidos.

## Designación y nombre
Designado provisionalmente como 1995 SU88.

## Características orbitales
1995 SU88 está situado a una distancia media del Sol de 2,423 ua, pudiendo alejarse hasta 2,737 ua y acercarse hasta 2,109 ua. Su excentricidad es 0,129 y la inclinación orbital 0,642 grados. Emplea 1378 días en completar una órbita alrededor del Sol.

## Características físicas
La magnitud absoluta de 1995 SU88 es 17,4.